# David Feiss
David Feiss (Sacramento, 16 aprile 1959) è un regista statunitense.
Ha iniziato a lavorare ai cartoni animati verso il 1978, presso Hanna-Barbera.
Nel 1980 ha lavorato per rilanciare la serie I Jetsons essendo in seguito un animatore chiave per produrne il film, è stato inoltre co-animatore di The Ren and Stimpy Show durante la sua prima stagione. È famoso per aver creato le serie animate Mucca e Pollo e Io sono Donato Fidato trasmesse da Cartoon Network dirigendone tutti gli episodi e lavorandovi anche come scrittore, collaborando spesso con Michael Ryan. Nel 2016 è il regista del film d'animazione Boog & Elliot 4 - Il mistero della foresta nonché quarto film del franchise di Boog & Elliot.